# Бертельсен, Карл
Карл Бертельсен (дат. Carl Bertelsen; 15 ноября 1937, Хадерслев — 11 июня 2019) — датский футболист.

## Биография

### Клубная карьера
Профессиональную карьеру начал в родном клубе — «Хадерслев». В 1961 году перешёл в «Эсбьерг», где играл до 1964 года. Сезон 1964/65 провёл в шотландском клубе «Гринок Мортон». Следующий сезон «защищал цвета» клуба «Данди». Сезон 1966/67 провёл в «Килмарноке». В 1968 году вернулся в Данию, где завершил карьеру в «Оденсе».

### Карьера в сборной
Дебют за сборную Дании состоялся 11 июня 1962 года в матче Северного Чемпионата против сборной Норвегии (6:1), в котором Бертельсен также отличился забитым голом. В составе сборной был включен в состав сборной на Чемпионат Европы 1964 в Испании. Всего за сборную Карл провёл 20 матчей и забил 9 голов.

### Голы за сборную
| № | Дата             | Место              | Соперник   | Счёт | Результат | Турнир                  |
| - | ---------------- | ------------------ | ---------- | ---- | --------- | ----------------------- |
| 1 | 11 июня 1962     | Копенгаген, Дания  | Норвегия   | 5:1  | 6:1       | Северный чемпионат      |
| 2 | 28 июня 1962     | Копенгаген, Дания  | Мальта     | 6:1  | 6:1       | Квалификация на ЧЕ 1964 |
| 3 | 26 сентября 1962 | Копенгаген, Дания  | Нидерланды | 4:1  | 4:1       | Товарищеский матч       |
| 4 | 28 октября 1962  | Сольна, Швеция     | Швеция     | 0:1  | 4:2       | Северный чемпионат      |
| 5 | 8 декабря 1962   | Гзира, Мальта      | Мальта     | 1:2  | 1:3       | Квалификация на ЧЕ 1964 |
| 6 | 15 сентября 1963 | Осло, Норвегия     | Норвегия   | 0:2  | 0:4       | Северный чемпионат      |
| 7 | 15 сентября 1963 | Осло, Норвегия     | Норвегия   | 0:3  | 0:4       | Северный чемпионат      |
| 8 | 3 ноября 1963    | Бухарест, Румыния  | Румыния    | 0:3  | 2:3       | Квалификация на ОИ 1964 |
| 9 | 20 июня 1964     | Барселона, Испания | Венгрия    | 1:1  | 3:1       | ЧЕ 1964                 |